# اچ‌ام‌اس دایموند (اچ۲۲)
اچ‌ام‌اس دایموند (اچ۲۲) (به انگلیسی: HMS Diamond (H22)) یک کشتی بود که طول آن ۳۲۹ فوت (۱۰۰٫۳ متر) بود. این کشتی در سال ۱۹۳۲ ساخته شد.